# 进贤县
进贤县是中国江西省南昌市下辖的一个县，位于江西省中部偏北，鄱阳湖南岸，抚河与信江下游汇合处，縣政府駐中山大道政府大楼426号。

## 历史
进贤原名钟陵县，始建于西晋太康元年（208年），属豫章郡。不久被废。南朝梁复置，隋初又废。唐武德五年(622年)再置，属洪州。八年废，入南昌县。北宋改为进贤镇，崇宁二年（1103年）升南昌县进贤镇为进贤县，因境内有栖贤山，唐抚州刺史戴叔伦携家居此得名。从此，进贤县制开始稳定延续：元属龙兴路，明属南昌府，清属南昌府，民国属豫章道，中华人民共和国成立后初属南昌地区，1958年改属宜春地区，1968年再改属抚州地区，1983年划回南昌市至今。
设县之始，距今已近1800多年的悠久历史，文化底蕴深厚。境内分布着罗溪古民居群、文港晏殊故里、文港华夏笔都、七里明代昼锦坊、李渡元代烧酒窖遗址、赵埠古石塔、钟陵牌坊、金山寺、静乐寺等诸多名胜古迹。
李渡元代酒窖遗址，因破解了中国白酒酿造之谜，被列为中国2002年十大重大考古挖掘之一。
2020年末，進賢縣户籍總人口84.35萬人。其中，城鎮人口27.25萬人，鄉村人口57.10萬人。

## 行政区划
进贤县下辖9个镇、12个乡：
民和镇、李渡镇、温圳镇、文港镇、梅庄镇、张公镇、罗溪镇、架桥镇、前坊镇、三里乡、二塘乡、钟陵乡、池溪乡、南台乡、三阳集乡、七里乡、下埠集乡、衙前乡、白圩乡、长山晏乡、泉岭乡和五里垦殖场。

## 交通
- 320国道过境。

## 特产
- 李渡酒，其酿造技法始于元，历经五代，已载入《江西非物质文化遗产》名录。李渡烧酒作坊遗址被国务院授予 “全国重点文物保护单位”，是目前中国时代最早、遗址最全、遗物最多、时间跨度最长且最富有地方特色的大型古代烧酒作坊遗址，并沿用至今。